# I Hate Boys
Singles de Christina Aguilera
You Lost Me Lift Me Up
I Hate Boys est un single de l'artiste américaine Christina Aguilera extrait de son sixième album du studio Bionic. La chanson a été écrite par Christina Aguilera, Jamal Jones, Ester Dean, William Tyler, Bill Wellings et J. J. Hunter, tandis que la production a été faite par Polow da Don. 
Il s'agit une chanson pop, avec des sons electropop et urban.  
La chanson a reçu des critiques mitigées : certaines ont salué les prestations vocales d'Aguilera et ont considéré le morceau comme "un hymne des filles", mais d'autres ont jugé le texte trop immature. 
La chanson a été distribuée en tant que single promotionnel en France, en Australie et en Nouvelle-Zélande. Un single numérique est également sorti sur l'ITunes Store.

## Accueil critique
" I Hate Boys" a reçu des critiques très diverses dans le monde de la musique. Leslie Simon de MTV Buzzworthy a apprécié cette chanson ainsi que ses paroles : "I Hate Boys est un titre qui nous en dit malheureusement beaucoup sur son contenu. De toute façon, c'est une chanson amusante, fortement synthpop et nous aimons particulièrement l'hymne de ralliement des filles sur le refrain" . 
Melinda Newman de HitFix a surnommé ce titre :  "une stupidité infectieuse purement pop" . Daily Star la décrit comme "un titre glam-rock qui sait s'imposer avec un refrain d'une simplicité trompeuse qui sera repris par les écolières à pleins poumons." 
Allison Stewart du Washington Post l'a mentionné comme "fade et inspirée de Gwen Stefani" . 
TJ "Neon Limelight" a écrit que "c'est une chanson pop entraînante et insolente probablement trop insignifiante pour être prise au sérieux, mais elle marcherait sans aucun doute mieux pour une artiste d'au moins une décennie plus jeune que Christina à cause de ses paroles adolescentes"